# Кос, Хесус де
Хесус де Кос Борболья (исп. Jesús de Cos Borbolla, 7 ноября 1924 — 10 декабря 2012) — испанский революционер, антифранкистский партизан в Кантабрии.
В возрасте 15 лет сражался за республиканцев в Гражданской войне в Испании. Узник концентрационных лагерей, затем изгнанник во Франции, где участвовал в «Красном мае» 1968 года и поддерживал связи с испанским подпольем (Революционным антифашистским и патриотическим фронтом и Коммунистической партией Испании (марксистско-ленинской)). По возвращении из изгнания — борец за восстановление исторической памяти. В конце жизни участвовал в уличном протестном движении indignados.